# Manns Harbor
Manns Harbor est une census-designated place située dans le comté de Dare, dans l'État de Caroline du Nord, aux États-Unis. Sa population s’élevait à 821 habitants lors du recensement de 2010.

## Démographie
| 2000 | 2010 | - | - | - | - |
| ---- | ---- | - | - | - | - |
| 415  | 821  | - | - | - | - |

## Source de la traduction
- (en) Cet article est partiellement ou en totalité issu de l’article de Wikipédia en anglais intitulé « Manns Harbor, North Carolina » (voir la liste des auteurs).